# Pallavolo ai Giochi della XXX Olimpiade - Qualificazioni al torneo maschile (CEV)
Le qualificazioni europee di pallavolo maschile ai Giochi della XXX Olimpiade si sono svolte dal 13 maggio 2011 al 13 maggio 2012. Al torneo hanno partecipato 28 squadre nazionali europee e la vittoria finale è andata all'Italia, che si è qualificata ai Giochi della XXX Olimpiade.

## Squadre partecipanti
| - Austria - Belgio - Bosnia ed Erzegovina - Bulgaria - Croazia - Danimarca - Estonia | - Finlandia - Francia - Georgia - Germania - Grecia - Israele - Italia | - Lettonia - Macedonia - Montenegro - Paesi Bassi - Portogallo - Rep. Ceca - Romania | - Serbia - Slovacchia - Slovenia - Spagna - Turchia - Ucraina - Ungheria |

## Prima fase

### Squadre partecipanti
- Danimarca
- Georgia

### Qualificate alla seconda fase
- Danimarca

## Seconda fase

### Squadre partecipanti
| - Bosnia ed Erzegovina - Danimarca - Grecia - Israele - Lettonia - Macedonia | - Montenegro - Paesi Bassi - Romania - Spagna - Ucraina - Ungheria |

### Squadre qualificate
- Grecia
- Lettonia
- Montenegro
- Paesi Bassi
- Spagna
- Ucraina

## Terza fase

### Squadre partecipanti
| - Austria - Belgio - Croazia - Estonia - Finlandia - Francia | - Germania - Grecia - Lettonia - Montenegro - Paesi Bassi - Portogallo | - Rep. Ceca - Slovacchia - Slovenia - Spagna - Turchia - Ucraina |

### Gironi
| Girone A                  | Girone B                   | Girone C                | Girone D                  | Girone E                      | Girone F                    |
| ------------------------- | -------------------------- | ----------------------- | ------------------------- | ----------------------------- | --------------------------- |
| Austria Slovacchia Spagna | Estonia Montenegro Turchia | Francia Germania Grecia | Belgio Lettonia Rep. Ceca | Croazia Finlandia Paesi Bassi | Portogallo Slovenia Ucraina |

### Girone A e B -Poprad

#### Finale
|  | Semifinali | Semifinali | Semifinali |        |            | Finale     | Finale | Finale |  |
|  |            |            |            |        |            |            |        |        |  |
|  | Slovacchia | Slovacchia | 3          |        |            |            |        |        |  |
|  | Slovacchia | Slovacchia | 3          |        |            |            |        |        |  |
|  | Turchia    | Turchia    | 2          |        |            |            |        |        |  |
|  | Turchia    | Turchia    | 2          |        | Slovacchia | Slovacchia | 2      |        |  |
|  |            |            |            |        | Slovacchia | Slovacchia | 2      |        |  |
|  |            |            | Spagna     | Spagna | 3          |            |        |        |  |
|  | Estonia    | Estonia    | Spagna     | Spagna | 3          | 1          |        |        |  |
|  | Estonia    | Estonia    |            |        |            |            |        |        |  |
|  | Spagna     | Spagna     | 3          |        |            |            |        |        |  |

### Girone C e D -Tourcoing

#### Finale
|  | Semifinali | Semifinali | Semifinali |          |        | Finale | Finale | Finale |  |
|  |            |            |            |          |        |        |        |        |  |
|  | Francia    | Francia    | 2          |          |        |        |        |        |  |
|  | Francia    | Francia    | 2          |          |        |        |        |        |  |
|  | Belgio     | Belgio     | 3          |          |        |        |        |        |  |
|  | Belgio     | Belgio     | 3          |          | Belgio | Belgio | 0      |        |  |
|  |            |            |            |          | Belgio | Belgio | 0      |        |  |
|  |            |            | Germania   | Germania | 3      |        |        |        |  |
|  | Rep. Ceca  | Rep. Ceca  | Germania   | Germania | 3      | 1      |        |        |  |
|  | Rep. Ceca  | Rep. Ceca  |            |          |        |        |        |        |  |
|  | Germania   | Germania   | 3          |          |        |        |        |        |  |

### Girone E e F -Osijek

#### Finale
|  | Semifinali | Semifinali | Semifinali |           |          | Finale   | Finale | Finale |  |
|  |            |            |            |           |          |          |        |        |  |
|  | Slovenia   | Slovenia   | 3          |           |          |          |        |        |  |
|  | Slovenia   | Slovenia   | 3          |           |          |          |        |        |  |
|  | Croazia    | Croazia    | 2          |           |          |          |        |        |  |
|  | Croazia    | Croazia    | 2          |           | Slovenia | Slovenia | 1      |        |  |
|  |            |            |            |           | Slovenia | Slovenia | 1      |        |  |
|  |            |            | Finlandia  | Finlandia | 3        |          |        |        |  |
|  | Finlandia  | Finlandia  | Finlandia  | Finlandia | 3        | 3        |        |        |  |
|  | Finlandia  | Finlandia  |            |           |          |          |        |        |  |
|  | Portogallo | Portogallo | 0          |           |          |          |        |        |  |

## Fase finale

### Squadre partecipanti
- Bulgaria
- Finlandia
- Germania
- Italia
- Serbia
- Slovacchia[1]
- Slovenia[2]
- Spagna

### Gironi
| Girone A                        | Girone B                             |
| ------------------------------- | ------------------------------------ |
| Bulgaria Serbia Slovenia Spagna | Germania Finlandia Italia Slovacchia |

### Finale 1º posto
|  | Semifinali | Semifinali | Semifinali |        |          | Finale   | Finale | Finale |  |
|  |            |            |            |        |          |          |        |        |  |
|  | Bulgaria   | Bulgaria   | 1          |        |          |          |        |        |  |
|  | Bulgaria   | Bulgaria   | 1          |        |          |          |        |        |  |
|  | Germania   | Germania   | 3          |        |          |          |        |        |  |
|  | Germania   | Germania   | 3          |        | Germania | Germania | 2      |        |  |
|  |            |            |            |        | Germania | Germania | 2      |        |  |
|  |            |            | Italia     | Italia | 3        |          |        |        |  |
|  | Italia     | Italia     | Italia     | Italia | 3        | 3        |        |        |  |
|  | Italia     | Italia     |            |        |          |          |        |        |  |
|  | Serbia     | Serbia     | 1          |        |          |          |        |        |  |